# Dawangjia Dao
Dawangjia Dao (kinesiska: 大王家岛) är en ö i Kina. Den ligger i provinsen Liaoning, i den nordöstra delen av landet, omkring 260 kilometer söder om provinshuvudstaden Shenyang. Arean är 5,4 kvadratkilometer. Den sträcker sig 3,2 kilometer i nord-sydlig riktning, och 4,1 kilometer i öst-västlig riktning.